# ألفونسو لارا
ألفونسو لارا (بالإسبانية: Alfonso Lara)‏ (27 أبريل 1946 بسانتياغو في تشيلي - 13 أغسطس 2013 بسانتياغو في تشيلي) هو لاعب كرة قدم تشيلي في مركز الوسط، شارك في كأس العالم 1974. وشارك مع منتخب تشيلي لكرة القدم. أما مع النوادي، فقد لعب مع إيفرتون دي فينا ديل مار وكولو-كولو ولوتا شفاغر ‏ وديبورتيس ماجالانز.

## وصلات خارجية
- ألفونسو لارا على موقع الاتحاد الدولي (مؤرشف)  (الإنجليزية)
- ألفونسو لارا على موقع قاعدة بيانات كرة القدم.إي يو (الإنجليزية)
- ألفونسو لارا على موقع ناشيونال فوتبول تيمز (الإنجليزية)
- ألفونسو لارا على موقع عالم كرة القدم.نت (الإنجليزية)